# 梵高博物馆
凡高博物馆（荷蘭語：Van Gogh Museum），位于荷兰阿姆斯特丹博物馆广场，紧邻着阿姆斯特丹国家博物馆和阿姆斯特丹市立博物馆。主要收藏荷兰著名画家凡高及其同时代者的作品。该馆藏凡高作品数量是世界上最多的，第二多则是是荷兰的克勒勒-米勒博物馆。

## 馆史
1890年文森·梵谷去世後，他未售出的作品歸弟弟西奧所有。西奧在文森去世六個月後也去世，將這些作品留給了他的遺孀約翰娜·梵谷-邦格。約翰娜出售了許多文森·梵谷的畫作，希望能夠傳播他的藝術知識，因此她一直私人收藏著文森·梵谷的作品。1925年，這些藏品由她的兒子文森·威廉·梵谷繼承，最終借給了阿姆斯特丹市立博物館，在那裡展出多年，並於1962年轉交給政府發起的文森·梵谷基金會。在丈夫過世後的幾年裡，約翰娜·梵谷-邦格在荷蘭和國外組織了文森·梵谷作品展，為他的作品認可做出了重大貢獻。
1963年，荷蘭政府委託荷蘭建築師兼家具設計師赫里特·里特費爾德設計梵谷博物館。里特費爾德一年後去世，博物館建築直到1973年才竣工，博物館正式開放。1998年和1999年，荷蘭建築師馬蒂恩·凡·戈爾（Martien van Goor）對博物館進行了翻修，日本建築師黑川紀章也增設了一個展覽翼樓。 2012年末，博物館因翻修而關閉六個月。在此期間，館內75件藏品在阿姆斯特丹隱士廬博物館展出。

## 建筑

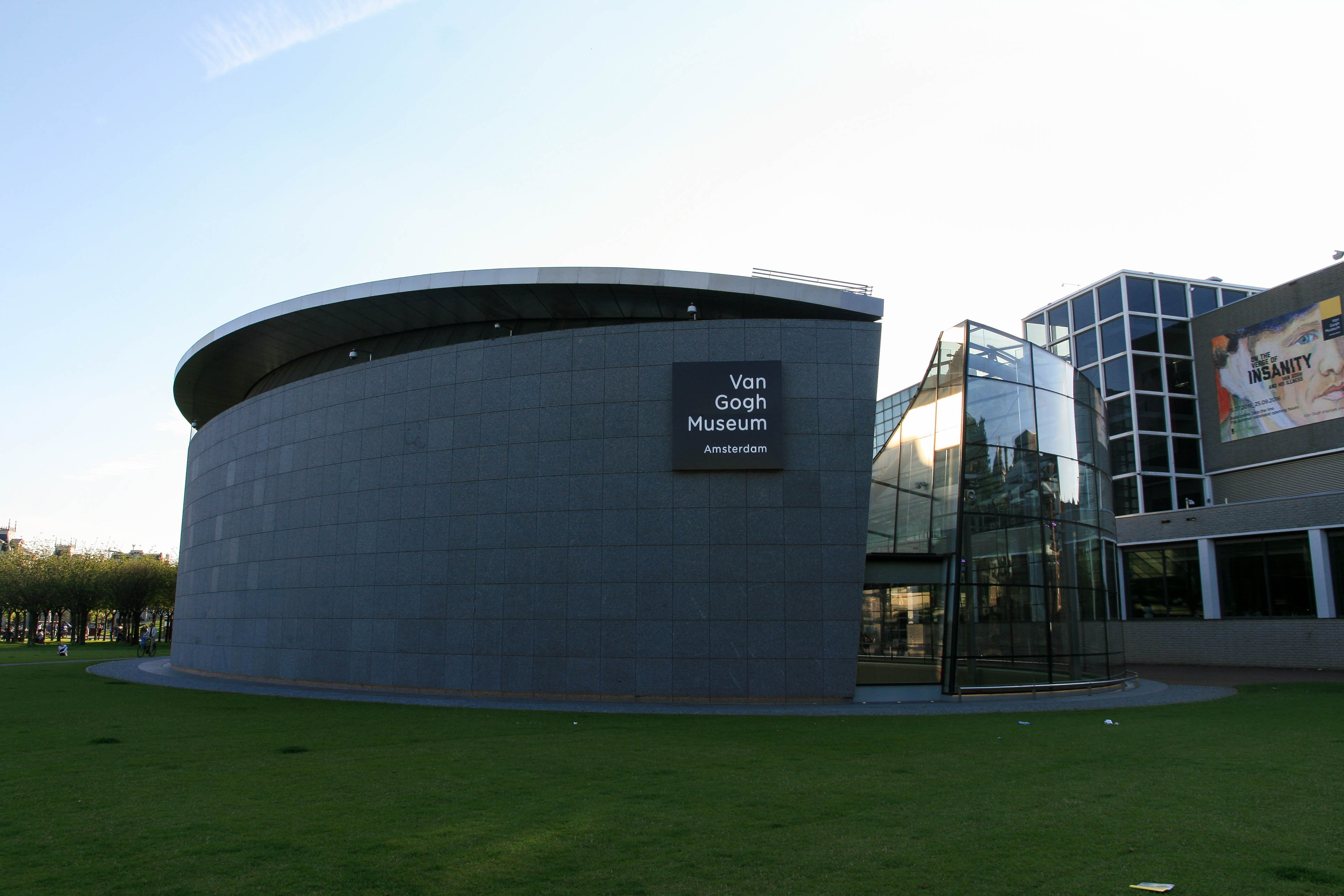
入口建筑

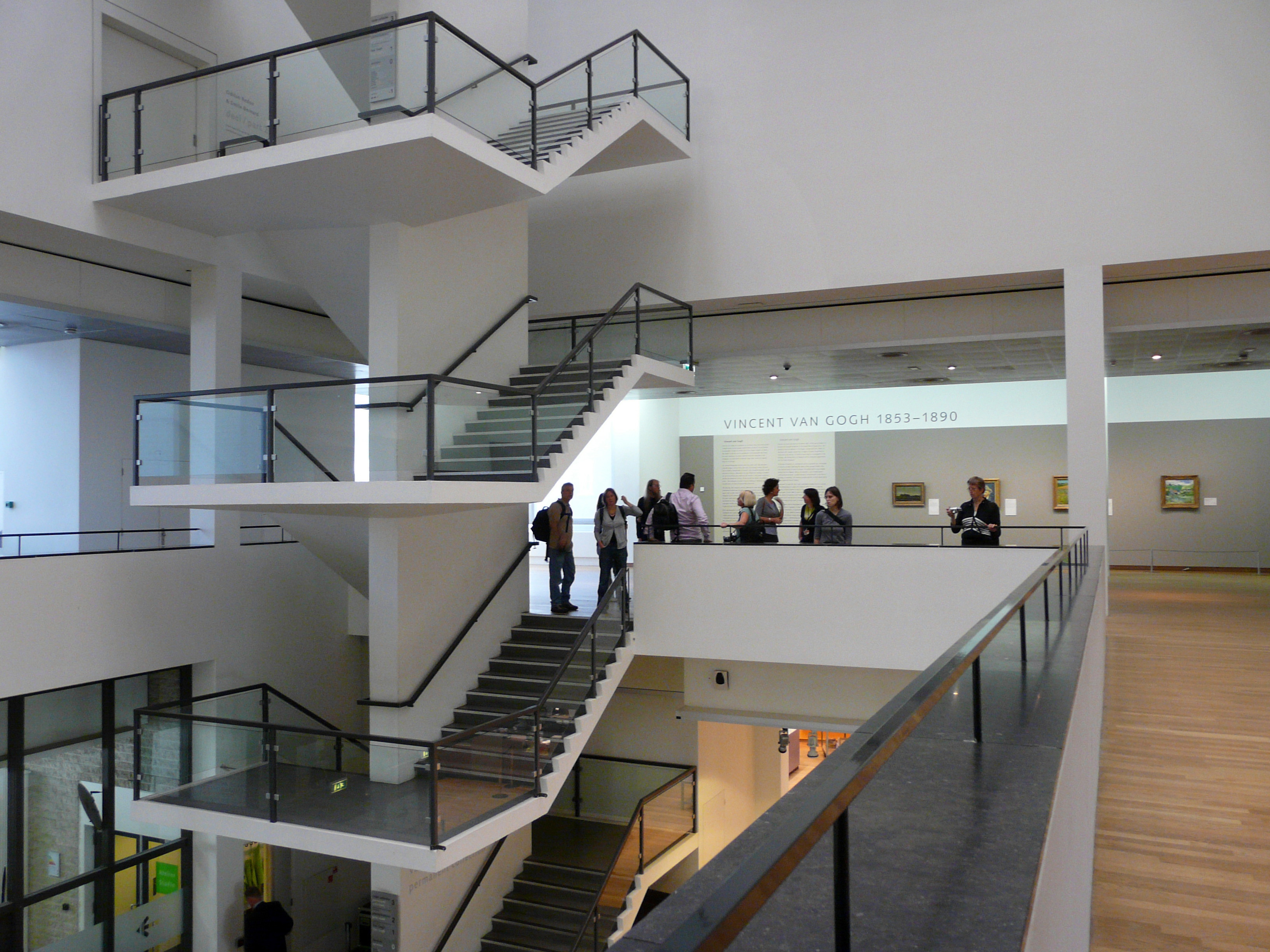
赫里特·里特费尔德楼梯设计

凡高博物館是根據「荷兰风格派运动」建築師赫里特·里特费尔德的設計而建的，1973年揭幕。1999年加蓋由日本建築師黑川紀章設計的新側翼。

## 展览
本館主楼地上共四層，底層（0層）設有書店、咖啡館。1層是按照凡高生平排列的其各時期的作品。2層和3層展示該舘相關的收藏，不定期的凡高及其他畫家的版畫作品及其他19世紀画家的作品展覽。地下一层（-1层）通向展览翼，在地下一层，地上二层的展览翼中不定期推出特展。

### 永久收藏

#### 凡高
梵谷博物館收藏了世界上最多的梵谷作品，包括梵谷的200幅畫作、400幅素描和700封信件。
本馆依据凡高生平各时期——自孩提时至其各种感情阶段直到其去世——的编年史进行编排。重点展品包括《吃马铃薯的人》，《在亞爾的臥室》，以及其三幅黄色背景的《向日葵》之一。

#### 19世纪
博物館也展出了梵谷同時代印象派和後印象派藝術家的傑出作品，並舉辦了涵蓋19世紀藝術史各個主題的大型展覽。
博物館收藏了奧古斯特·羅丹和朱爾斯·達盧的雕塑作品及約翰·羅素、埃米爾·伯納德、莫里斯·丹尼斯、基斯·凡·東根、保羅·高更、愛德華·馬奈、克勞德·莫奈、奧迪隆·雷東、喬治·修拉、保羅·西涅克和亨利·德·圖盧茲-羅特列克的畫作。

## 重要藏品
- 吃馬鈴薯的人
- 向日葵
- 在亞爾的臥室
- 麥田群鴉
- 盛开的杏花
- 黄房子

## 画廊

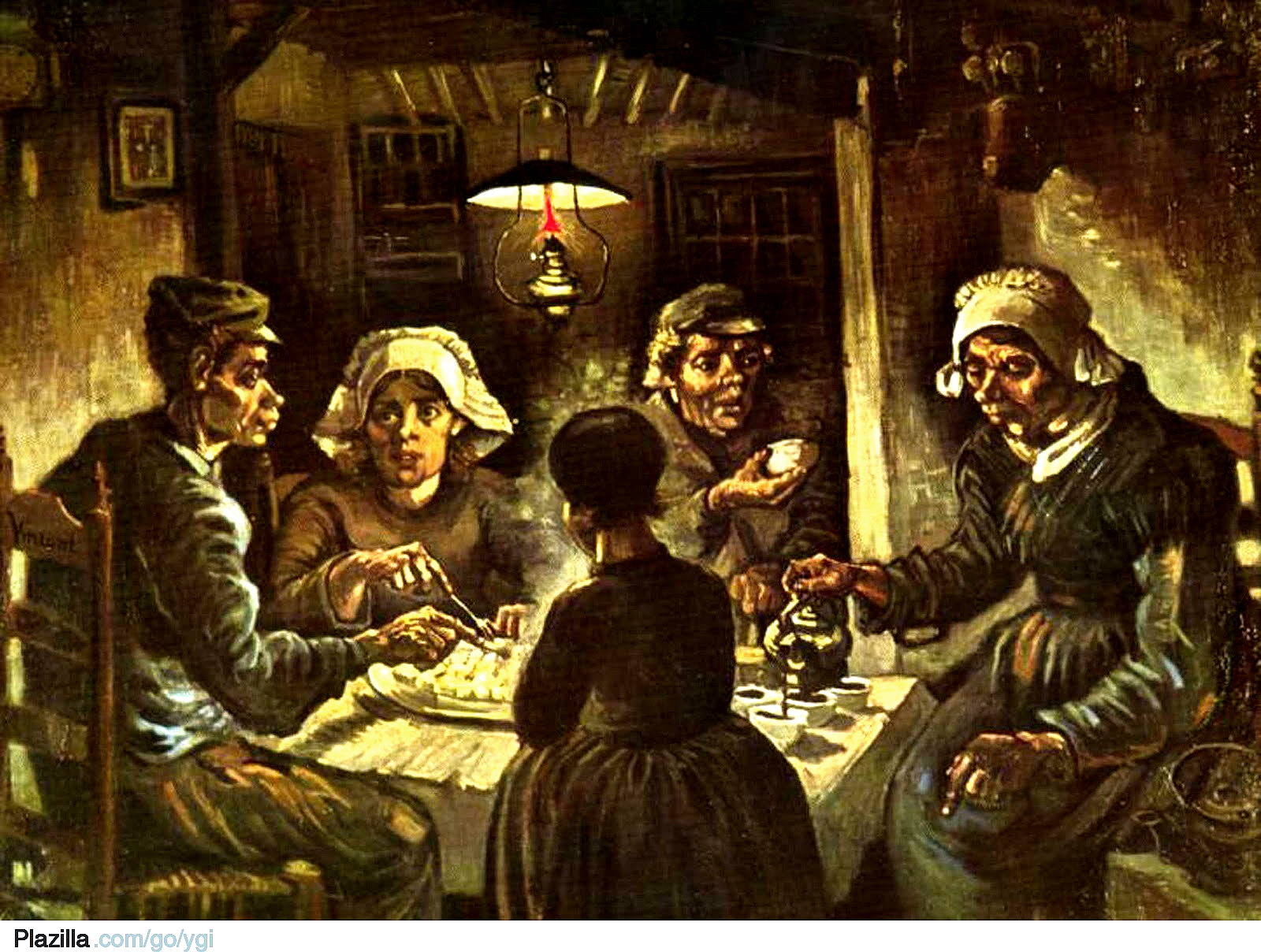
吃馬鈴薯的人 (1885)
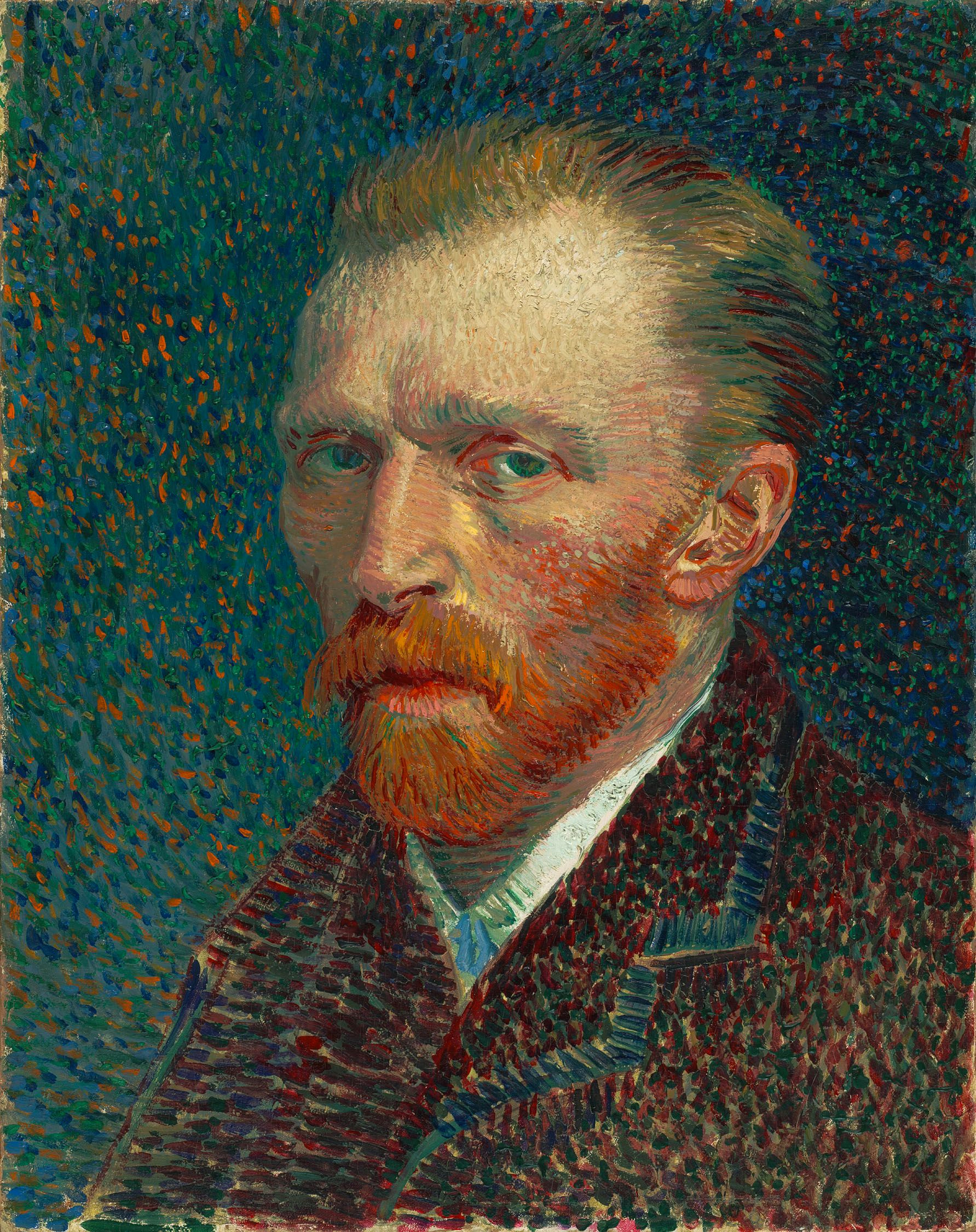
文森特·凡高自画像 (1886)
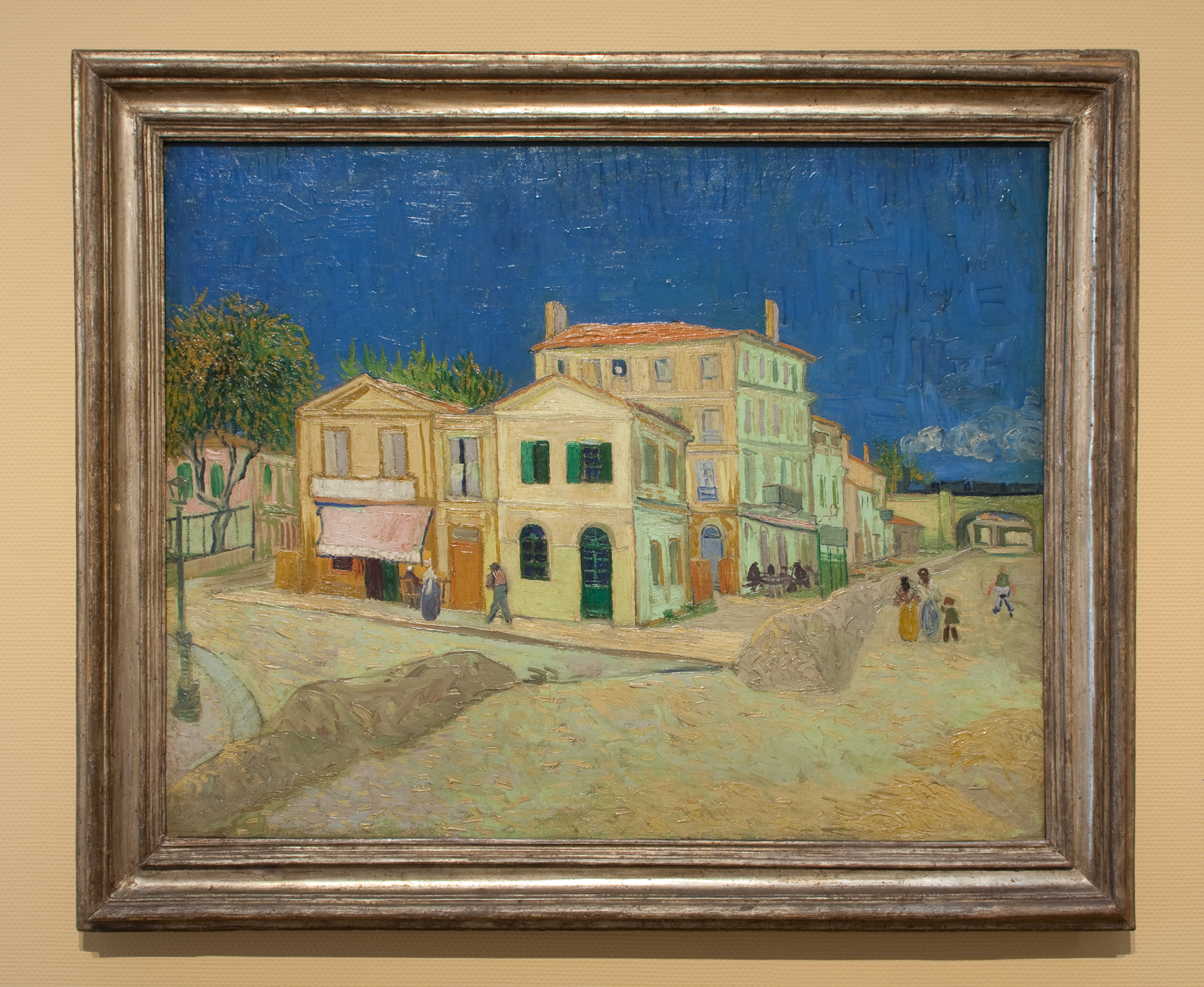
黄房子
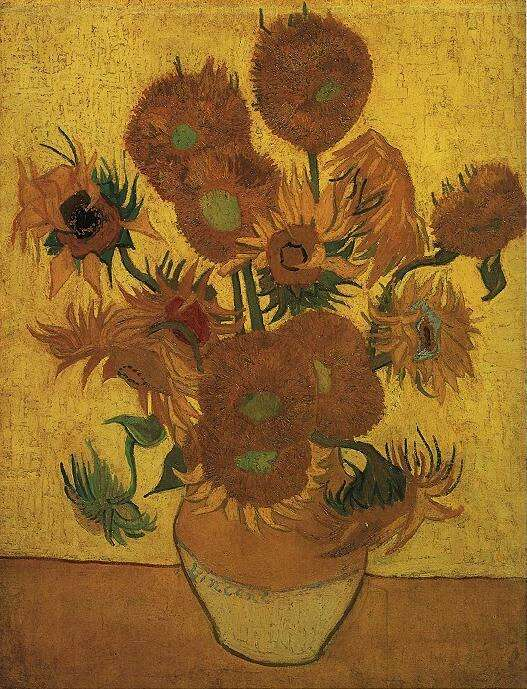
向日葵
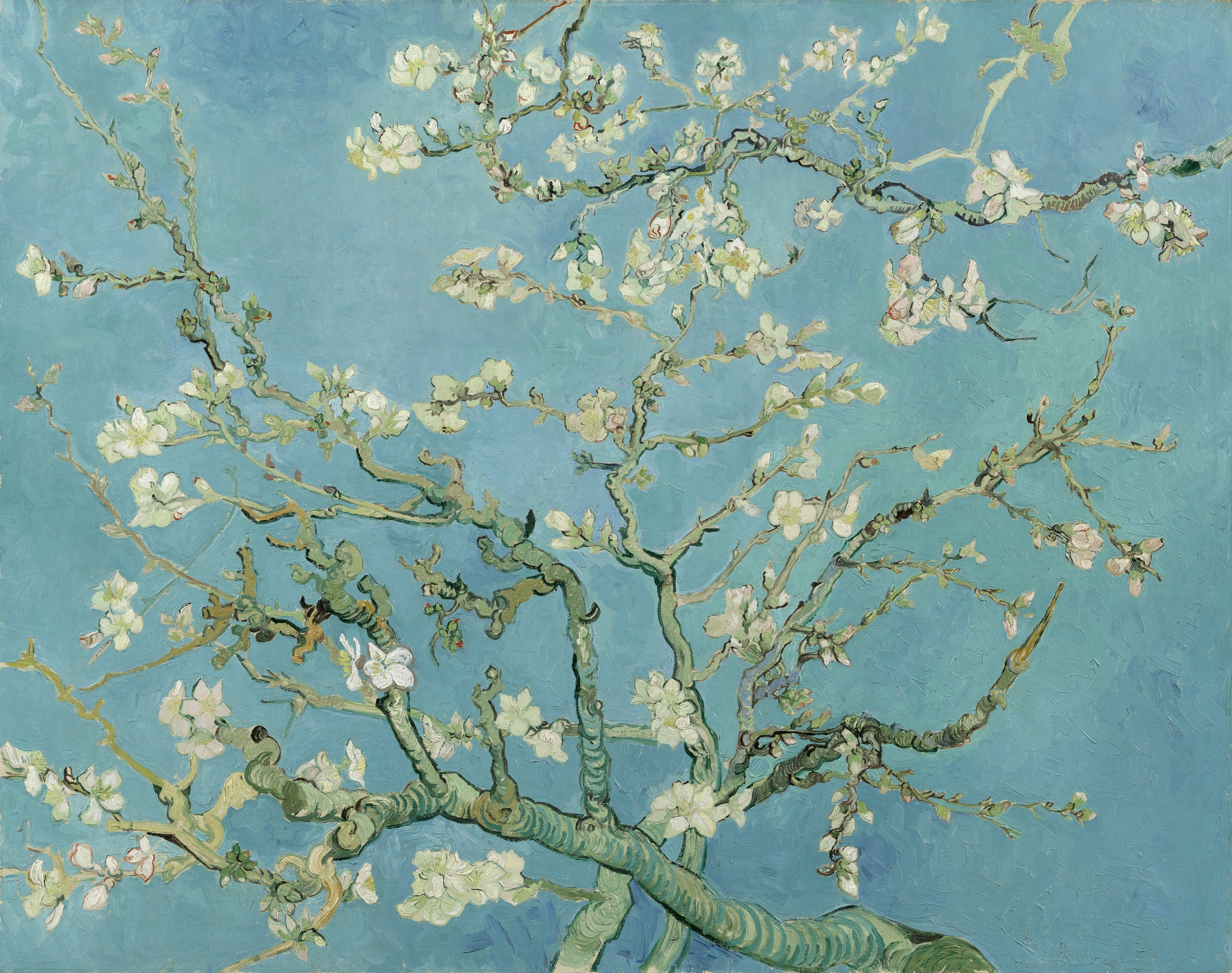
盛开的杏花

## 參觀人數
| 年份 | 游客      |      | 年份      | 游客 |
| ---- | --------- | ---- | --------- | ---- |
| 2000 | 1,312,204 | 2008 | 1,474,816 |      |
| 2001 | 1,276,309 | 2009 | 1,451,139 |      |
| 2002 | 1,592,771 | 2010 | 1,429,854 |      |
| 2003 | 1,341,586 | 2011 | 1,600,298 |      |
| 2004 | 1,338,105 | 2012 | 1,438,000 |      |
| 2005 | 1,417,096 | 2013 | 1,448,997 |      |
| 2006 | 1,677,268 | 2014 | 1,608,849 |      |
| 2007 | 1,559,783 | 2015 | 1,900,000 |      |